# آیواجیک
آیواجیک (به ترکی استانبولی: Ayvacık) شهری است در کشور ترکیه که در استان چاناق‌قلعه واقع شده‌است. جمعیت این شهر بر اساس سرشماری سال ۲۰۰۸ میلادی ۷٬۶۴۲ نفر و بر اساس برآوردهای سال ۲۰۰۹ میلادی ۷٬۶۷۵ نفر می‌باشد.